# Gostynin (Landgemeinde)
Die Gmina Gostynin ist eine Landgemeinde in der Woiwodschaft Masowien in der östlichen Mitte Polens. Hauptort ist die Stadt Gostynin, obwohl die Stadt nicht Teil des Hoheitsgebiets der gleichnamigen Landgemeinde ist.
Die Gemeinde hat eine Fläche von 270,69 Quadratkilometern und die Gesamtbevölkerung beträgt 12.414 Einwohner (2010).

## Gliederung
Zur Gmina Gostynin gehören folgende Dörfer und Siedlungen (ggf. angegebene deutsche Ortsnamen galten 1943–1945):
| - Aleksandrynów - Anielin - Antoninów - Baby Dolne - Baby Górne - Belno - Białe - Białotarsk (Weißenmarkt) - Bielawy - Bierzewice - Bolesławów (Friedenslust) - Budy Kozickie - Budy Lucieńskie - Choinek - Dąbrówka | - Emilianów (Emilienheim) - Feliksów - Gaśno - Górki Drugie - Górki Pierwsze - Gorzewo - Gulewo - Halinów - Helenów - Huta Zaborowska - Jastrzębia - Jaworek - Józefków - Kazimierzów - Kiełpiniec - Kleniew | - Klusek - Kozice - Krzywie - Legarda - Leśniewice - Lipa - Lisica - Łokietnica - Lucień - Marianka - Marianów - Marianów Sierakowski - Mysłownia Nowa - Nagodów (Nagold) - Niecki | - Nowa Huta - Nowa Jastrzębia - Nowa Wieś - Osada - Osiny - Podgórze (Heinleben) - Pomorzanki - Rębów - Rogożewek - Rumunki - Ruszków - Rybne - Sałki - Sieraków (Sirkenhauland) | - Sierakówek - Skrzany - Sokołów (Aargrund) - Solec - Stanisławów - Stanisławów Skrzański - Stefanów (Stedingen) - Strzałki - Wrząca - Zaborów Nowy - Zaborów Stary - Zieleniec - Zuzinów - Zwoleń (Donnersruh) |

## Benachbarte Gemeinden
Die Landgemeinde Gostynin grenzt an die Stadt Gostynin und die Gemeinden Baruchowo, Łąck, Łanięta, Lubień Kujawski, Nowy Duninów, Strzelce und Szczawin Kościelny.